# Croton heterotrichus
Espèce
Croton heterotrichus est une espèce de plantes à fleurs du genre Croton et de la famille des Euphorbiaceae présente aux Fidji (Viti Levu).
Il a pour synonymes :
- Croton parhamii Croizat, 1945
- Oxydectes heterotricha (Müll.Arg.) Kuntze